# Nogometni klub Maribor
Nogometni klub Maribor, krajše NK Maribor ali preprosto Maribor je profesionalen slovenski nogometni klub iz Maribora. Ustanovljen 12. decembra 1960, je eden od dveh klubov, ki ni nikoli izpadel iz 1. SNL od njene ustanovitve. Predstavlja simbol nogometa v Sloveniji, saj je eden od najprepoznavnejših slovenskih nogometnih klubov in edini, ki je tekmoval v Ligi prvakov. 
Ob tem so edini slovenski ter edini klub na območju bivše Jugoslavije, ki je osvojil evropsko lovoriko, saj so bili leta 2006 eden od zmagovalcev pokala Intertoto. V finalu so premagali španski Vilareal. 25. avgusta 2011 so se po zmagi nad Glasgow Rangersi s skupnim izidom 3:2 uvrstili v skupinski del Lige Evropa. S tem so postali prvi slovenski klub, ki je dosegel skupinski del Lige Evropa. V skupinskem delu lige Evropa so nato igrali tri sezone zapored. 
Prav tako so šele drugi klub z območja bivše Jugoslavije, ki je osvojil 2. mesto v evropski ligi ter se prebil med 32 najboljših klubov v Evropi. Leta 2014/15 pa so se prebili v skupinski del Lige prvakov ter nato ponovili uspeh s še tretjo uvrstitvijo v Ligo prvakov v zgodovini kluba leta 2017/18.
Je rekorder po osvojenih naslovih državnega prvaka Slovenije, saj je od leta 1991 ta naslov osvojil kar šestnajstkrat. Ob tem je še devetkrat osvojil pokal in štirikrat superpokal, s čimer je daleč najuspešnejši nogometni klub v Sloveniji. Najuspešnejše obdobje sega v konec 90ih in začetek 2000ih, ko so dominirali na domačem prizorišču in osvojili sedem zaporednih naslovov državnega prvaka. Maribor je eden od treh klubov, ki so igrali v 1. jugoslovanski ligi. Ob tem so tudi eden od samo štirih klubov iz nekdanje Jugoslavije, ki so igrali v skupinskem delu Lige prvakov po razpadu Jugoslavije.
Njihov največji tekmec je NK Olimpija iz prestolnice Ljubljana, s katerim se merijo na Večnem derbiju. Drugo veliko rivalstvo obstaja s klubom Mura 05 iz Murske Sobote. Tudi s tem klubom se merijo na derbijih in sicer na Severovzhodnem derbiju. Klub ima zveste in strastne navijače, ponaša se tudi z najvišjim povprečnim obiskom vseh časov v Sloveniji.
Klub igra tekme na stadionu Ljudski vrt, ki ima kapaciteto 12.994 gledalcev. Prvotno je bil zgrajen leta 1962, kasneje pa je sledilo več obnov. Klubska akademija velja za najboljšo v državi in je zadolžena za razvoj mladih nogometašev v klubu. Žanje velike uspehe, saj je proizvedla veliko število kakovostnih nogometašev.
Vzdevka kluba sta Vijoličasti in Vijolice. Oba vzdevka se nanašata na vijolično barvo, ki je primarna barva kluba. Klubski slogan je »En klub, ena čast«. Uradna himna kluba Heja Hej Viole pa je bila izdana leta 1992.

## Zgodovina

### Začetki
Prvi koraki NK Maribora je bila ustanovitev I. SSK Maribor 28. junija 1919. Leta 1920, je klub pridobil prvo igrišče v okolici Ljudskega vrta in je tam odigral tudi svojo prvo tekmo proti Rapidu Marburg.

Med vojno je slovenski nogometni prostor bil dominitan s strani klubov iz Ljubljane, zato je Maribor zmagal Slovensko republiško ligo samo trikrat (1931, 1933 and 1939). Po drugi svetovni vojni  je bil naslednik FD Maribor. V letu 1949 je bil ustanovljen NK Branik Maribor. Ekipa je prenehala delovati avgusta 1960 zaradi zastrupitve s hrano pred tekmo s Karlovcem v kvalifikacijah za jugoslovansko drugo ligo.

### Ustanovitev novega kluba
Nogometni klub Maribor, v podobi kakršni je sedaj, je bil ustanovljen 12.decembra 1960. Uprava novonastalega kluba je za predsednika izvolila Dr. Srečka Korena. Andrija Pflander je postal prvi trener, Oto Blaznik pa prvi kapetan moštva. Prvo tekmo je klub odigral 5. februarja 1961, ko so premagali mestnega tekmeca Kovinarja z rezultatom 2-1. Oba gola je zabil Stefan Tolič. Čeprav je moštvo že na začetku izbralo vijolično-belo barvno kombinacijo, so prvo tekmo odigrali v zeleno-modri barvni opremi, saj vijolični dresi še niso bili pripravljeni do prve tekme. Moštvo je že v prvi sezoni osvojilo Slovensko republiško ligo in se tako uvrstilo v kvalifikacije za uvrstitev v 2. jugoslovansko ligo. Beograjčan Andrija Pflander je bil glavni trener moštva, ki je osvojilo republiško ligo, vendar je moral zaradi bolezni odstopiti iz mesta glavnega trenerja tik pred začetkom kvalifikacijske tekme za uvrstitev v 2. jugoslovansko ligo. Njegov naslednik je bil Vladimir Šimunić, ki je moštvo na koncu popeljal vse do 1. jugoslovanske lige šest let kasneje. Maribor je zmagal prva dva kroga kvalifikacij in na koncu premagal hrvaški klub Uljanik iz Pulja v zadnjem krogu kvalifikacij s skupnim rezultatom 2-1 in se tako uvrstil v 2. jugoslovansko ligo.
Leta 1962 so zgradili nov stadion, imenovan Ljudski vrt. 2. septembra tega leta so bili nogometni navdušenci širom Slovenije priča rojstvu rivalstva med NK Maribor in NK Olimpija. Prva tekma med tema dvema kluboma je bila odigrana v Ljubljani in se je končala z remijem 1-1. Tekme med tema dvema kluboma so postale znane kot Večni derbi. Po 5. sezonah je bil povprečen obisk okoli 8.000 gledalcev in pod vodstvom trenerja Simuniča je klub osvojil 2. jugoslovansko ligo in se tako uvrstil v 1.jugoslovansko ligo, s čimer je postal eden od le treh klubov iz Slovenije, ki so v zgodovini igrali v 1. jugoslovanski ligi.

### Igranje v 1. Jugoslovanski ligi (1967–1972)
NK Maribor je igral svojo prvo tekmo v 1. Jugoslavanski ligi proti Vardaru iz Skopja; Maras je zadel edini gol za Maribor v remiju (1–1). Njihova prva zmaga je prišla Avgusta 1967, ko je Maribor premagal Proleter Zrenjanin 3–0 doma. Sredi sezone je bila odigrana prva tekma v Jugoslavanski prvi ligi, ki je vključevala dva kluba iz Slovenije. Maribor je gostil večni derbi, ki se je končal s remijem, pred 13.000 gledalci. Vsak večni derbi, je pritegnil veliko število gledalcev, včasih tudi do 20.000. Maribor je končal svojo prvo sezono na 12. mestu od 16-tih.
V sezoni 1969–70 je Maribor končal 10. od 18-tih klubov, to je bila njihova najvišja uvrstitev v Jugoslavaskem nogometu. Njihova zadnja sezona v 1.ligi je bila 1971–72, ko je ekipa končala zadnja s samo 20 točkami na 34 tekmah.  Mladen Kranjc je bil Mariborjev najboljši strelec v vseh petih sezonah prebith v Jugoslavanski Prvi ligi. Vsega skupaj je zadel 54 zadetkov, kar mu je tudi pomagalo do prestopa v Dinamo Zagreb. Med tem časom, ko je Maribor igral v Prvi Ligi je bila njegova statistika 166 odigranih tekem, 40 zmag, 57 remijev in 69 porazov.

### Črna leta (1973–1990)
V sezoni 1972–73, Maribor je igral v drugi ligi. Sezono je končal na drugem mestu, le za Zagrebom, kar pomeni, da se je uvrstil v kvalifikacije za Prvo Ligo. V prvi rundi je Maribor igral proti Budućnosti iz Črne Gore, Maribor je zmagal po enajstmetrovkah in se kvalificiral v finale proti Proleterju. Prva tekma je bila odigrana 8. julija 1973 in je zaznamovana kot ena najpomembnejših tekem Maribora v zgodovini, ker še vedno drži rekordno število gledalcev na domači tekmi. Na tekmi je bilo 20.000 gledalcev, 15.000 od teh je bilo na stadionu že tri ure pred začetkom tekme, kar je Mariboru pomagalu, da je prišel do zmage 3-1. Ampak prednost dveh golov iz prve tekme se je razblinil, saj je Proleter zmagal drugo tekmo 3-0 in Maribor je ostal v Drugi Ligi. Ko je bil rezultat še 1-0 za Proleter je Josip Ražić izenačil v 23. minuti, a gol ni bil priznan s strani sodnika. Kasnje je posnetek pokazal , da je žoga prešla črto in da je Maribor bil oropan.
Čas med leti 1973 in 1991 je najčrnejši v klubski zgodovini. V sezoni 1973-74 klub ni ostal v vrhu same Druge lige in je končal sezono na 13. mestu. V sezoni 1974-75, je Maribor izpadel v tretjo ligo, prvič v 14 letih, ampak se je klub takoj vrnil v drugo ligo, ko so v sezoni 1975-76 zmagali ligo s 15-timi  točkami prednosti. Klub se je skoraj vrnil v Prvo ligo v sezoni 1978-79, kjer so končal 2. šest točk za Bosanskim Čelikom Zenico, ampak niso zmagali kvalifikacij za Prvo ligo.
Ob koncu sezone 1980-81, je Maribor za las zdržal, da ni izpadel v Tretjo ligo. Ampak je na plano prišel škandal o podkupovanju sodnikov, kar je pomenilo, da so izpadli v Tretjo ligo. Klub naj bi imel budget narejen samo za podkupovanje sodnikov in nasprotnikov. Budget je bil opuščen 1968, ko so prišli v Prvo Ligo, ampak so ga vrnili v 1976. Po škandalu in izpadu v Tretjo ligo, je Maribor preživel zadnja leta pred osamosvojitvijo, s premikanjem med Drugo in Tretjo ligo.

### Samostojna Slovenija
Najodmevnejše rezultate je dosegal po osamosvojitvi. V dosedanjih 30. sezonah je 16 krat postal državni prvak, v sezonah 1999/2000 in 2014/15 pa je igral tudi v Ligi prvakov, poleg tega so še 9 krat postali pokalni prvaki. Ob Celju je Maribor edini klub, ki po ustanovitvi 1. SNL ni nikoli izpadel iz nje.

### Totalna dominacija
Med letoma 1997 in 2004 je Maribor dominiral v prvenstvu, saj je osvojil kar sedem zaporednih naslovov državnega prvaka.

### Finančne težave
Med letoma 2004 in 2008 je imel klub hude finančne težave, zato to obdobje predstavlja eno najtemnejših v zgodovini kluba. Klub je bil blizu scenarija glavnih rivalov Olimpije in Mure, ki sta klub razpustili. Kljub temu so se vodilni v klubu odločili, da bodo klub sanirali in odplačali dolgove.
Zaradi velikanskega dolga, ki je v enem trenutku znašal celo 4 milijone evrov, si klub ni mogel več privoščit nakupa novih igralcev. Kot posledica tega je bilo člansko moštvo sestavljeno iz igralcev iz mladinskega pogona in nekaj tujcev, ki so prišli v klub kot prosti igralci. Jeseni 2006 se je zamenjalo vodstvo, ki se je z enim največjih upnikov, davčno upravo, dogovorilo za postopno odplačilo davčnega dolga. Kljub temu je dolg še vedno znašal več kot 3 milijone evrov. Šele januarja 2011 je klub sporočil, da je dolg v celoti poplačan.
V tem obdobju ni klub na lestvici nikoli prišel višje kot do 3. mesta v ligi, dvakrat pa so se uvrstili v finale pokala, kjer so obakrat izgubili. Kljub temu pa so v tem obdobju bili leta 2006 eden od zmagovalcev pokala Intertoto, kjer so premagali španski Villareal, ki je še nekaj mesecev pred tem igral v polfinalu prestižne Lige Prvakov.

### Ponovni vzpon
Od sezone 2007-08 naprej se je klub ponovno začel vzpenjati v vrh slovenskega nogometa. V klub sta prišli slovenski nogometni legendi Zlatko Zahovič kot športni direktor, kmalu zatem pa še Darko Milanič kot glavni trener, ter klubska legenda Ante Šimundža kot pomočnik trenerja. 10. maja 2008 je klub odprl prenovljen stadion Ljudski vrt, ki je prestal obsežno rekonstrukcijo, ki je trajala skoraj 20 mesecev. Prva tekma je bila odigrana proti najstarejšemu slovenskemu klubu, NK Nafta. NK Maribor je tekmo dobil z rezultatom 3-1 pred 12.435 gledalci.. Na začetku sezone 2008-09 se je klub vpisal v zgodovino slovenskega nogometa kot prvi klub, ki je presegel mejo 1,000 točk v domačem prvenstvu, po zmagi z 2-1 v gosteh proti velenjskemu Rudarju 26. julija 2008.
Pod vodstvom Darka Milaniča je klub osvojil vse tri možne domače lovorike (prvenstvo, pokal in superpokal) v samo dveh sezonah. S tem je postal prvi trener, ki je osvojil vse tri možne lovorike v Sloveniji.
12. decembra 2010 je klub praznoval 50 let obstoja.
21. maja 2011 je z zmago nad Primorjem z rezultatom 2-1 v gosteh Maribor osvojil svoj deveti naslov državnih prvakov. Štiri dni kasneje je ekipa igrala finale pokala v Stožicah proti Domžalam in v spektakularni tekmi z rezultatom 4-3 izgubila.
Na začetku sezone 2011–12 je Maribor odigral tekmo superpokala proti Domžalam in izgubil z rezultatom 2–1. To je bil drugi zaporedni poraz v finalu pokala proti Domžalam v roku petih tednov, čeprav so vmes zmagali medsebojno tekmo v 1.SNL.
25. avgusta 2011 so se po zmagi nad Glasgow Rangersi s skupnim izidom 3:2 uvrstili v skupinski del Lige Evropa. S tem so postali prvi slovenski klub, ki je dosegel skupinski del Lige Evropa.

## Stadion
Za podrobne podatke o tej temi glej Stadion Ljudski vrt.
Nogometni klub Maribor igra tekme na stadionu Ljudski vrt, ki je njegov domači stadion. Leži na levem bregu Drave. Stadion je dobil ime Ljudski vrt (nemško Volksgarten) po javnem parku, ki je bil v okolici. Prvo nogometno igrišče v tej okolici je bilo zgrajeno leta 1920. Prvo igrišče na tej lokaciji je bilo zgrajeno leta 1952, čeprav je bil sam stadion zgrajen šele leta 1962. Od takrat je bil stadion trikrat prenovljen. Najpomembnejša prenova je bila zadnja, ko so v okviru projekta Ring porušili nepokrito tribuno na vzhodu, severu in jugu, ter jo nadomestili s pokrito tribuno, ki sedaj skupaj s staro tribuno sprejme 12.994 gledalcev.
Predvidena je tudi prenovitev stare tribune, ki pa je pod spomeniškim varstvom zato nastajajo zapleti med investitorjem, ki bi rad tribuno podrl in zgradil novo, in ZVKD, ki zahteva obnovo stare tribune.
Največji obisk je stadion doživel v obdobju Jugoslavije, ko se je 8.julija 1973 na kvalifikacijski tekmi za 1. jugoslovansko ligo proti Proleterju iz Zrenjanina zbralo 20,000 gledalcev. Največji obisk v slovenski ligi pa je stadion doživel v sezoni 1996-97, ko se je na stadionu zbralo 14.000 gledalcev. Ta tekma še vedno drži rekord slovenske lige po številu gledalcev.
Poleg tega, da je stadion domovanje NK Maribor, gosti tudi tekme slovenske nogometne reprezentance in je bil glavni stadion v kvalifikacijah za svetovno prvenstvo leta 2010 v Južni afriki.
Navijači stadion imenujejo tudi nogometni hram, samo igrišče pa sveta trava.

## Simboli kluba

### Barve
Skozi celotno zgodovino kluba je bila glavna barva kluba vijolična. Na začetku so nekateri klubski uradniki favorizirali rdečo in belo barvo, medtem ko sta tradicionalni barvi Branika črna in bela. Zaradi dejstva, da so imeli številni klubi po Jugoslaviji rdeče-bele ali črno-bele barve, najznamenitejša kluba sta bila Crvena Zvezda in Partizan, so se vodilni možje kluba odločili za svežo in novo barvno kombinacijo. Odločili so se slediti zgledu Fiorentine, ki je bila takrat eden najuspešnejših klubov v Evropi, in njihovi vijolično-beli kombinaciji. Oto Blaznik, prvi kapetan v zgodovini kluba je bil tisti, ki je predlagal to kombinacijo, po tem ko je videl klub igrati v živo. Kasneje so spremenili sekundarno barvo iz bele v rumeno.
Danes igra Maribor svoje tekme doma v vijolični barvi, gostujoče tekme pa v rumeni. Vzdevek moštva je Vijoličasti, velikokrat pa se uporablja tudi vzdevek vijolice. Oba vzdevka se nanašata na primarno barvo kluba, tj. vijolično.

### Opremljevalec
Do sezone 2011 je bil glavni opremljevalec moštva podjetje Zeus. Pred sezono 2011/12 pa so iz kluba sporočili, da so sklenili pogodbo z nemškim podjetjem Adidas, ki je tako postal glavni opremljevalec moštva.

### Grb
Grb kluba je eden najprepoznavnejših športnih simbolov v Sloveniji. Temelji na uradnem grbu mesta Maribor, ki pa temelji na mestnem pečatniku iz 14. stoletja, z majhnimi razlikami. Grb je v obliki ščita in prikazuje nekdanji grad Piramida z odprtimi vrati, ki je nekoč stal na hribu Piramida, preden je bil uničen na koncu 18. stoletja. Ozadje tvori cvet vijolice. Na vrhu ščita sta ime kluba in letnica ustanovitve. Celoten grb ima le dve barvi, vijolično in rumeno. Prejšnje različice so vsebovale tudi belo barvo, tradicionalno tretjo barvo kluba, v obliki bele žoge, ki je bila na vrhu ščita.

### Himna
Himna kluba je Heja, hej Viole, ki jo izvaja skupina Čudežna polja. Besedilo in glasbo je napisal Gorazd Elvič, aranžiral pa jo je Aljaž Šimek. Pesem je bila posneta v studiu RTV Slovenija – TV Maribor, na snemanju je v živo pa je sodelovalo tudi 80 Viol. Prva izvedba himne je bila v Ljudskem vrtu, 16. septembra 1992, pred znamenito tekmo proti Atleticu iz Madrida.

## Nastopi v evropskih tekmovanjih
Za podrobne podatke o tej temi glej NK Maribor v Evropi.

### Liga Prvakov 1999–2000
V evropski sezoni 1999/2000 je NK Maribor Teatanic, kot se je takrat ekipa imenovala v evropskih tekmovanjih, čeprav so medtem že prevzeli ime glavnega sponzorja Pivovarne Laško, dosegel največji uspeh slovenskega kluba z uvrstitvijo v Ligo prvakov. Maribor je v drugem kvalifikacijskem predkrogu premagal belgijskega prvaka KRC Genk, ki je v Ljudskem vrtu izgubil s 5:1 v korist Maribora Teatanica. V povratni tekmi je že kazalo, da bo Genk nadoknadil visok zaostanek, moštvo je ostalo 30 minut pred koncem z igralcem manj, toda KRC Genk je slavil pirovo zmago (3:0), na mariborskem letališču pa je zgodaj zjutraj nogometaše pričakalo 500 navijačev.
V tretjem kvalifikacijskem predkrogu Lige prvakov se je Maribor pomeril z Olympique Lyonom, Sonny Anderson pa je bil sploh prvi brazilski reprezentant, ki je stopil na igrišče v Ljudskem vrtu. Vijoličasti so slavili že v prvi tekmi v Lyonu z 1:0, doma pa jih je ob vrnitvi pričakalo 3000 navijačev. Liga prvakov se jim je nasmihala, napetost v mestu je rasla. NK Maribor Teatanic je proti Lyonu odigral eno svojih najboljših tekem v zgodovini. Z izjemnima zadetkoma Šimundže in Bulajića slavili z 2:0. Na žrebu za Ligo prvakov se je klub znašel v skupini z Laziem, Bayerjem iz Leverkusna in Dinamom iz Kijeva.
Prvo tekmo so odigrali v Kijevu in zmagali z zadetkom Šimundže z 1:0 in si tako priborili 3 točke in nato v Leverkusnu iztržili še točko za remi 0:0. Na letališču v Mariboru je ekipo pričakalo 3500 navijačev. V skupini A so končali na četrtem mestu s štirimi osvojenimi točkami, v nadaljnje tekmovanje pa sta se uvrstila Lazio in Dinamo iz Kijeva.
| Team             | Pld | W | D | L | GF | GA | GD  | Pts |
| ---------------- | --- | - | - | - | -- | -- | --- | --- |
| Lazio            | 6   | 4 | 2 | 0 | 13 | 3  | +10 | 14  |
| Dinamo Kijev     | 6   | 2 | 1 | 3 | 8  | 8  | 0   | 7   |
| Bayer Leverkusen | 6   | 1 | 4 | 1 | 7  | 7  | 0   | 7   |
| Maribor          | 6   | 1 | 1 | 4 | 2  | 12 | -10 | 4   |

### Pokal Intertoto 2006
V letu 2006 je bil Maribor eden od zmagovalcev pokala Intertoto, po tem ko je v 3. krogu premagal španski Villareal, ki je leto prej igral v polfinalu Lige prvakov.
Tretji krog
| Villareal | 1–2 | NK Maribor | 0–1 | 1-1 |

S to zmago so postali eden od zmagovalcev pokala Intertoto in si priborili uvrstitev v 1. krog Pokala UEFA.

### Liga Evropa 2011-12
25. avgusta 2011 so se po zmagi nad Glasgow Rangersi s skupnim izidom 3:2 uvrstili v skupinski del Lige Evropa. S tem so postali prvi slovenski klub, ki je dosegel skupinski del Lige Evropa. Na letališču je nogometaše ob peti uri zjutraj pričakalo več kot tisoč ljudi.
Na žrebu je bil Maribor izžreban v skupino H, skupaj z lanskim finalistom, portugalskim klubom Braga, belgijskim Bruggeom in angleškim Birminghamom. 5 tekem so odigrali s porazi 2:0, 2:1, 5:1, 1:0, in 4:3 in eno z remijem 1:1 s katerim so iztržili točko.
Skupina H
| Team            | Pld | W | D | L | GF | GA | GD | Pts |
| --------------- | --- | - | - | - | -- | -- | -- | --- |
| Braga           | 1   | 1 | 0 | 0 | 3  | 1  | +2 | 11  |
| Club Brugge     | 1   | 1 | 0 | 0 | 2  | 0  | +2 | 11  |
| Birmingham City | 1   | 0 | 0 | 1 | 1  | 3  | −2 | 10  |
| Maribor         | 1   | 0 | 0 | 1 | 0  | 2  | −2 | 1   |

|                 | BC  | BRA | CB      | MAR |
| --------------- | --- | --- | ------- | --- |
| Birmingham City | –   | 1:3 | 2:2     | 1:0 |
| Braga           | 1:0 | –   | 1:2 5:1 |     |
| Club Brugge     | 2:1 | 1:1 | –       | 2-0 |
| Maribor         | 1:2 | 1:1 | 3:4     | –   |

## Navijači
NK Maribor že dolgo velja za najbolj priljubljeno nogometno moštvo v Sloveniji. Ker vijoličasti prihajajo iz industrijskega mesta Maribor, je bilo to moštvo vedno ekipa delovnega človeka. Po slovenski osamosvojitvi in izgubi jugoslovanskega trga je mesto doživelo nagel vzpon brezposelnosti, saj je bilo skoraj 30 % ljudi brezposelnih. Kljub temu so ljudje ostali zvesti klubu. Za klub navija približno 20-25 % ljudi iz celotne Slovenije, s čimer je klub daleč najbolj popularen športni klub v državi.
Klub ima tudi ultras skupino, ki se imenuje Viole Maribor in je bila ustanovljena leta 1989. Skupina je zelo razvpita po celotni Sloveniji. Po številu članov in organizaciji je to največja navijaška skupina v Sloveniji. Povprečno se jih na tekmah zbere 500, čeprav se jih na pomembnejših tekmah zbere tudi do 3000. Nahajajo se na južnem delu stadiona. Njihovi največji rivali so Green Dragonsi, navijači ekipe NK Olimpija Ljubljana, drugi rivali so Black Gringos navijači, ki podpirajo klub NK Mura, nato so tu še Celjski Grofje navijači ekipe NK Celje.
V zadnjem času se je pojavila še ena skupina navijačev na tekmah NK Maribor. Skupina se imenuje ESS (East Side Supporters) in sestoji pretežno iz bivših članov skupine Viole Maribor. Kot že samo ime pove, se nahajajo na vzhodnem delu stadiona.
Znani navijači
Znane osebe, ki so se javno opredelile za navijače NK Maribor:
- Anže Kopitar[31] – hokejist v NHL in član kluba Los Angeles Kings
- Primož Kozmus[32] – olimpijski in svetovni prvak v metu kladiva
- Tone Partljič[33] – pisatelj, avtor, dramaturg, nekdanji politik (dosmrtni častni imetnik sezonske vstopnice)
- Lojze Peterle[34][35] – politik, nekdanji predsednik vlade RS in nekdanji evropski poslanec
- Franc Kangler[36] – politik, nekdanji župan Maribora in član stranke Slovenska demokratska stranka
- Zoran Predin[37] –  glasbenik, pevec, tekstopisec, producent
- Saša Vujačić[38] – nekdanji košarkar v NBA in bivši član kluba Brooklyn Nets
- Peter Prevc – slovenski smučarski skakalec
- Tina Maze –  nekdanja slovenska alpska smučarka
- Robert Golob – elektroinženir, poslovnež, politik, predsednik vlade RS
- Ilka Štuhec – slovenska alpska smučarka
- Filip Flisar –  nekdanji slovenski smučar prostega sloga v disciplini smučarski kros
- Boštjan Kline –  slovenski alpski smučar

## Rivalstvo

### Večni derbi
Za podrobne podatke o tej temi glej Večni derbi.
Večni derbi je največji nogometni derbi v Sloveniji.
Največji rival kluba NK Maribor je bila NK Olimpija iz Ljubljane. To je bil tudi derbi med dvema največjima mestoma v Sloveniji. Ta dva kluba sta tudi daleč najbolj popularna med navijači po celotni Sloveniji. Velikokrat so bile tekme teh dveh klubov prekinjene zaradi navijaških izgredov tako iz ene kot iz druge strani. Tekma teh dveh moštev je bila znana kot večni derbi. Atmosfera pred tekmo je bila vedno naelektrena, v mestu so vladale izredne razmere saj je bila to tekma visokega rizika. Skupno sta ekipi odigrali več kot 60 tekem, bolj uspešna pa je bila ekipa NK Maribor.
Z razpadom Olimpije leta 2004 je rivalstvo prenehalo. Leta 2005 je bil ustanovljen nov klub z imenom NK Bežigrad, ki je kasneje prevzel ime NK Olimpija. Klub se ima za naslednika nekdanje Olimpije, čeprav pravno gledano to ne drži. Kljub temu so Green Dragonsi klub vzeli za svojega, z uvrstitvijo Olimpije v 1. ligo pa je rivalstvo ponovno zaživelo, čeprav ni več tako intenzivno kot je bilo včasih.

### Severovzhodni derbi
Drugi največji derbi v Sloveniji je Severovzhodni derbi.
Igra se proti ekipi NK Mura iz Murske Sobote. NK Mura ima eno izmed največjih baz navijačev v Sloveniji, saj je po številu navijačev uvrščena na 3. mesto. Njeni navijači so ''Black Gringos''. Na tekmah med kluboma se je vedno zbralo na tisoče navijačev, včasih je ta številka celo presegla število navijačev med tekmo NK Maribor in NK Olimpija. Sicer rivalstvo ni tako intenzivno kot proti NK Olimpija, vendar je kljub temu močno.
Tudi to rivalstvo se je z letom 2004 ohladilo, saj je NK Mura enako kot NK Olimpija, razpadla. V sezoni je 2011-12 je NK Mura spet prišla v 1. ligo, tako da je rivalstvo ponovno bolj zaživelo.

### Štajerski derbi
Pomemben je tudi Štajerski derbi proti NK Celje. Celje je drugo največje mesto na štajerskem in tretje največje v Sloveniji. NK Celje je tudi edini klub ob NK Mariboru, ki igra v 1.SNL že od začetka in ni nikoli izpadlo, zato potekajo ti derbiji redno. Rivalstvo je bolj regionalnega značaja, saj je NK Maribor veliko bolj uspešen kot NK Celje.

## Vijoličasti bojevnik
Vijoličasti bojevnik je nagrada, ki jo podelijo igralcu, ki se je v pretekli sezoni najbolj izkazal. Nagrado podelijo na podlagi glasovanja, ki poteka na uradni spletni strani kluba. Glasovanje se začne po koncu sezone in traja približno mesec dni. Sama nagrada se podeli igralcu pred prvo tekmo nove sezone. Podeli mu jo naključno izžreban navijač (lastnik letne vstopnice). Ena izmed časti je tudi ta, da se postavi ob igrišču na ogled tudi slika igralca. Slika tam ostane celotno sezono.
Glasovanje so prvič izvedli v sezoni 2007-08. Češki branilec Lubomir Kubica je bil prvi dobitnik nagrade. Branilec Elvedin Džinič je bil prvi domači igralec, ki je osvojil to nagrado, povrhu vsega pa je bil ta igralec tudi vzgojen v NK Maribor.
Zmagovalci
| Ime in priimek               | Državljanstvo | Igralno mesto | Sezona  |
| ---------------------------- | ------------- | ------------- | ------- |
| Lubomir Kubica               | Češka         | Branilec      | 2007/08 |
| Dejan Mezga                  | Hrvaška       | Vezni igralec | 2008/09 |
| Elvedin Džinič               | Slovenija     | Branilec      | 2009/10 |
| Marcos Magno Morales Tavares | Brazilija     | Napadalec     | 2010/11 |
| Marcos Magno Morales Tavares | Brazilija     | Napadalec     | 2011/12 |
| Marcos Magno Morales Tavares | Brazilija     | Napadalec     | 2012/13 |
| Marcos Magno Morales Tavares | Slovenija     | Napadalec     | 2013/14 |
| Marcos Magno Morales Tavares | Slovenija     | Napadalec     | 2014/15 |
| Marcos Magno Morales Tavares | Slovenija     | Napadalec     | 2015/16 |
| Jasmin Handanović            | Slovenija     | Vratar        | 2016/17 |
| Marcos Magno Morales Tavares | Slovenija     | Napadalec     | 2017/18 |
| Saša Ivković                 | Srbija        | Branilec      | 2018/19 |
| Rok Kronaveter               | Slovenija     | Vezist        | 2019/20 |
| Aljoša Matko                 | Slovenija     | Napadalec     | 2020/21 |
| Ognjen Mudrinski             | Srbija        | Napadalec     | 2021/22 |
| Martin Milec                 | Slovenija     | Branilec      | 2022/23 |

## Nogometna šola
Mariborska Akademija je odgovorna za razvoj mladih igralcev. Cilj je ustvariti kakovostne igralce, ki bodo konkurirali za mesto v prvi enajsterici. Velja za eno najboljših v Sloveniji, saj je sproducirala pomembne slovenske igralce, kot so Armin Bačinovič, Vid Belec, Elvedin Džinič, Rene Krhin, Rene Mihelič, Damir Pekič, Marko Pridigar, Marko Simeunovič, Dejan Školnik in mnogi drugi.
Mariborsko mladinsko moštvo je najuspešnejše v državi. Ekipa U-18 ima največ naslovov prvakov, saj jih je osvojila kar pet, kar je več kot katerokoli drugo moštvo. Isto moštvo je osvojilo tudi tri pokale U-18 in je tako najuspešnejše v svoji kategoriji. Tudi druga moštva so enako uspešna, saj ima npr. ekipa U-16 največ naslovov prvaka v svoji kategoriji (4), medtem ko je ekipa U-14 naslov osvojila trikrat, enako kot ND Gorica. Celo še mlajše selekcije (U-13, U-12, U-11, U-10, U-9, U-8, U-7) igrajo v svojih kategorijah in dosegajo podobne uspehe.

## Člansko moštvo
Sledeča postava je aktualna na dan 11. novembra 2022, podatki pa so iz uradne strani NK Maribor, kjer je objavljeno člansko moštvo.
| Št. | Država               | Položaj | Igralec                |
| --- | -------------------- | ------- | ---------------------- |
| 1   | Slovenija            | GK      | Ažbe Jug               |
| 6   | Slovenija            | MF      | Aleks Pihler           |
| 7   | Slovenija            | MF      | Rok Kronaveter         |
| 8   | Avstrija             | MF      | Marko Božić            |
| 11  | Slovenija            | MF      | Danijel Šturm          |
| 12  | Slovenija            | DF      | Gregor Sikošek         |
| 15  | Slovenija            | MF      | Jan Repas              |
| 16  | Slovenija            | MF      | Aljaž Antolin          |
| 20  | Švedska              | DF      | Max Watson             |
| 21  | Bosna in Hercegovina | MF      | Luka Božičković        |
| 22  | Slovenija            | DF      | Martin Milec (kapetan) |

| Št. |            | Položaj | Igralec          |
| --- | ---------- | ------- | ---------------- |
| 23  | Črna gora  | DF      | Luka Uskoković   |
| 25  | Slovenija  | DF      | Sven Karič       |
| 29  | Slovenija  | DF      | Andraž Žinič     |
| 30  | Hrvaška    | MF      | Marin Laušić     |
| 31  | Nigerija   | FW      | Ishaq Rafiu      |
| 32  | Slovenija  | DF      | Nemanja Mitrović |
| 40  | Argentina  | DF      | Ignacio Guerrico |
| 52  | Slovenija  | GK      | Marko Zalokar    |
| 59  | Slovenija  | GK      | Samo Pridgar     |
| 72  | Slovenija  | MF      | Josip Iličić     |
| 81  | Nizozemska | GK      | Menno Bergsen    |
| 97  | Slovenija  | MF      | Tine Čuk         |

## Nekdanji znani nogometaši
Opomba: Nekateri nogometaši so klub zapustili že kot mladinci in niso zaigrali na nobeni članski tekmi.
| Slovenija - Siniša Anđelković - Peter Binkovski - Danijel Brezič - Spasoje Bulajič - Fabijan Cipot - Matjaž Cvikl - Mladen Dabanovič - Damjan Gajser - Saša Gajser - Jasmin Handanović - Amir Karič - Vladimir Kokol - Aleš Križan - Aleš Mejač - Željko Milinovič - Damjan Ošlaj - Andrej Pečnik - Ermin Rakovič - Igor Poznič - Simon Sešlar - Matej Šnofl - Etien Velikonja - Muamer Vugdalič - Milan Arnejčič - Oto Blaznik (prvi kapetan) - Armin Bačinovič - Vladimir Bolfek - Zvonko Breber - Aleš Čeh - Nastja Čeh - Dejan Djuranovič - Suad Filekovič - Marinko Galič - Branko Horjak - Josip Iličič - Matjaž Kek - Herbert Klančnik - Mladen Kranjc - Bojan Krempl - Rene Krhin - Aleš Križan - Rene Mihelič - Milivoje Novaković - Zoran Pavlovič - Damir Pekič - Bogdan Pirc - Igor Poznič - Darko Recek - Petar Stojanović - Branko Šarenac - Marinko Šarkezi - Marko Simeunovič - Vojislav Simeunovič - Ante Šimundža - Herbert Vabič - Dare Vršič - Gorazd Zajc - Gregor Židan - Milan Žurman | Jugoslavija - Vladislav Bogićević - Milko Ǵurovski - Milan Janković - Slobodan Janković - Stjepan Lamza Albanija - Kliton Bozgo - Geri Cipi - Mehmet Dragusha - Viktor Pačo Bosna in Herzegovina - Samir Duro - Nusmir Fajić - Faruk Ihtijarević - Enes Mešanović - Amir Osmanović - Zdravko Šaraba - Dalibor Šilić - Zajko Zeba Bolgarija - Dimitar Makriev Kapverdski otoki - Nilton Fernandes Hrvaška - Tomislav Prosen - Stipe Balajić (po njegovi upokojitvi je klub upokojil njegovo številko #19) - Stjepan Lamza - Dejan Školnik - Dejan Mezga Češka - Lubomír Kubica Madžarska - Barnabás Sztipánovics Srbija - Vladislav Bogićević - Svetozar Čiča - Milan Janković - Slobodan Janković - Marko Popović Brazilija' - Marcos Tavares Makedonija - Dragan Čadikovski - Milko Ǵurovski - Agim Ibraimi - Blagoja Milevski Moldavija - Vladislav Lungu Nizozemski Antili - Rocky Siberie |

## Klubska statistika

### Največ nastopov
| Mesto | Ime in priimek  | Nastopi | Aktiven |
| ----- | --------------- | ------- | ------- |
| 1     | Tomislav Prosen | 377     | Ne      |
| 2     | Aleš Križan     | 365     | Ne      |
| 3     | Herbert Vabič   | 317     | Ne      |
| 4     | Mladen Kranjc   | 311     | Ne      |
| 5     | Gregor Židan    | 308     | Ne      |
| 6     | Ante Šimundža   | 296     | Ne      |
| 7     | Milan Arnejčič  | 283     | Ne      |
| 8     | Matjaž Kek      | 280     | Ne      |
| 9     | Milan Žurman    | 276     | Ne      |
| 10    | Branko Horjak   | 268     | Ne      |

### Največ golov
| Mesto | Ime in priimek               | Golov | Aktiven |
| ----- | ---------------------------- | ----- | ------- |
| 1     | Marcos Magno Morales Tavares | 131   | Ne      |
| 2     | Branko Horjak                | 117   | Ne      |
| 3     | Kliton Bozgo                 | 110   | Ne      |
| 4     | Mladen Kranjc                | 104   | Ne      |
| 5     | Ante Šimundža                | 103   | Ne      |
| 6     | Igor Poznič                  | 88    | Ne      |
| 7     | Milan Žurman                 | 82    | Ne      |
| 8     | Damir Pekič                  | 78    | Ne      |
| 9     | Bojan Krempl                 | 78    | Ne      |
| 10    | Tomislav Prosen              | 74    | Ne      |

## Dosežki

### Slovenija
- Državni prvak: 16

1996–97, 1997–98, 1998–99, 1999–2000, 2000–01, 2001–02, 2002–03, 2008–09, 2010–11, 2011–12, 2012–13, 2013–14, 2014–15, 2016–17, 2018–19 2021-2022

- Pokalni zmagovalec: 9

1991–92, 1993–94, 1996–97, 1998–99, 2003–04, 2009–10, 2011–12, 2012–13, 2015–16
- Superpokalni zmagovalec: 4

2009, 2012, 2013, 2014

### Jugoslavija
- Jugoslovanska druga liga:

Zmagovalci (1): 1966–67
Drugouvrščeni (3): 1963–64, 1972–73, 1978–79
- Jugoslovanska tretja liga:

Zmagovalci (5): 1960–61, 1975–76, 1981–82, 1983–84, 1985–86
Drugouvrščeni (1): 1987–88
- Pokal Jugoslavije

Polfinalist (1): 1967–68

## Rangiranje

### UEFA klubski koeficient
(Na dan 30.september 2021), Vir: UEFA rankings for club competitions
| Rang | Moštvo               | Točke  |
| ---- | -------------------- | ------ |
| 93   | Rosenborg BK         | 15.000 |
| 94   | Hapoel Beer-Sheva FC | 14.000 |
| 95   | Paok FC              | 14.000 |
| 96   | Apollon Limassol FC  | 14.000 |
| 97   | NK Maribor           | 14.000 |
| 98   | AS Monaco            | 13.000 |
| 99   | FC Midtylland        | 13.000 |
| 100  | Zorya Luhansk        | 21.500 |
| 101  | Torino FC            | 12.951 |

## Klubski delavci
| Pozicija          | Ime               | Nacionalnost |
| ----------------- | ----------------- | ------------ |
| Glavni trener     | Simon Rožman      | Slovenija    |
| Pomočnik trenerja | Aleš Kačičnik     | Slovenija    |
| Pomočnik trenerja | Aleš Mertelj      | Slovenija    |
| Trener vratarjev  | Mitja Pirih       | Slovenija    |
| Trener U–18       | Zvonko Breber     | Slovenija    |
| Trener U–16       | Marko Lešnik      | Slovenija    |
| Trener U–14       | Radovan Karanović | Srbija       |
| Trener U–13       | Muamer Vugdalič   | Slovenija    |
| Trener U–12       | Amir Karič        | Slovenija    |
| Trener U–11       | Zvonko Breber     | Slovenija    |
| Trener U–10       | Radovan Karanović | Srbija       |
| Trener U–9        | Erik Vičič        | Slovenija    |
| Trener U–8        | Anže Brumen       | Slovenija    |
| Trener U–7        | Muamer Vugdalič   | Slovenija    |

| Pozicija      | Ime               | Nacionalnost |
| ------------- | ----------------- | ------------ |
| Doktor        | Dr. Matjaž Vogrin | Slovenija    |
| Fizioterapevt | Zlatko Milišić    | Hrvaška      |

| Pozicija           | Ime          | Nacionalnost         |
| ------------------ | ------------ | -------------------- |
| Predsednik         | Drago Cotar  | Slovenija            |
| Športni direktor   | Marko Šuler  | Slovenija            |
| Direktor kluba     | Bojan Ban    | Slovenija            |
| Sekretar (PR)      | Uroš Jurišič | Slovenija            |
| Odnosi z javnostjo | Željko Latin | Slovenija            |
| Odnosi z javnostjo | Stipe Jerič  | Bosna in Hercegovina |